# جوتنبرج رابيه

## مقدمة

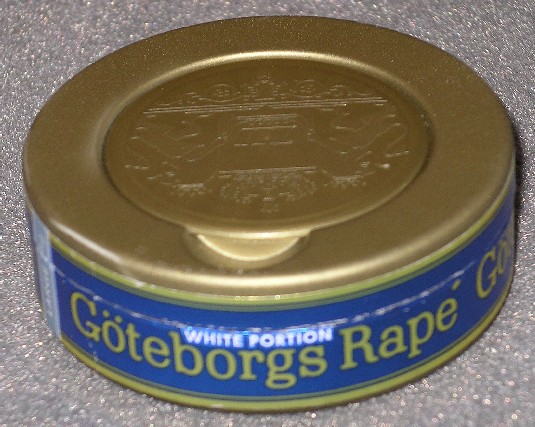

جوتنبرج رابيه هي علامة تجارية شهيرة من السنوس السويدي وهو منتج تبغ بدون دخان مبستر. تم إنشاء الوصفة الأصلية لها في جوتنبرج في أوائل القرن التاسع عشر.

## التاريخ

### نشأته
نشأ جوتنبرج رابيه في مدينة جوتنبرج السويدية في القرن الثامن عشر. كان بحارة السفن التجارية الذين كانوا يرسون في ميناء جوتنبرج أول من قام بصنع هذا النوع من السنوس. ولم يتمكنوا من شراء المكونات عالية الجودة، قام هؤلاء البحارة بإضافة توابل مختلفة إلى التبغ الخالي من الدخان، مما أدى إلى ابتكار خلطات السنوس الخاصة بهم. تم بيع عدد قليل من هذه الخلطات محليًا تحت "أسماء العلامات التجارية".
صُنع جوتنبرج رابيه من التبغ الممزق يدويًا المختار مما أعطى السنوس "نكهة تبغ خفيفة وحلوة مع نغمات من توت العرعر والأعشاب الطازجة". على الرغم من شعبيته، إلا أنه كان نادرًا ما يتم بيعه خارج منطقة جوتنبرج في البداية.
من أجل توفير التمويل للدفاع عن البلاد، وأحد أول إصلاحات التقاعد، احتكر الدولة صناعة التبغ السويدية بأكملها في عام 1915.
بعد الاستحواذ، احتكار الدولة، الذي يسيطر على 103 ماركات من السنوس، منها 25 ماركة من جوتنبرج. من أجل تقليص المحفظة، تم عرض الوصفات أمام لجنة تحكيم.
تم إجراء تذوق الطعام وفي عام 1919 لم يبق سوى خمسة. أصبحت هذه علامات تجارية مسجلة، واحدة منها جوتنبرج رابيه
منذ عام 1919، أصبح جوتنبرج رابيه مصنعا لإنتاج السنوس دون تمزيق يدوي.

## معالم المنتج
- 1915 - تم تسجيل العلامة التجارية من قبل الاحتكار السويدي للتبغ.
- 1967 - قدمت مباراة سويدية العلبة المستديرة الكلاسيكية.
- 1997 - قدمت شركة جوتنبرج رابيه السنوس الأبيض ، مما جعل الأكياس بيضاء بسطح جاف وبالتالي أقل تسربًا.
- 2005 - تم تقديم
- 2006 - جوتنبرج رابيه رقم 2 يتم إطلاق لينجون، بنكهة التوت البري.
- اعتبارًا من عام 2010 ، كان لدى جوتنبرج رابيه حصة سوقية تبلغ 14% من سوق السنوس السويدي.